# Заславский, Владимир Иванович
Владимир Иванович Заславский (1893—1937) — советский учёный и конструктор танков; профессор, военинженер 1-го ранга.

## Биография
Родился в 1893 году в городе Ровно Российской империи.
Беспартийный, имел высшее образование, работал начальником кафедры танков и тракторов Военной академии механизации и моторизации РККА; проживал в Москве. Когда в Академии была образована кафедра танков, первым её начальником стал профессор Владимир Иванович Заславский. Он принимал участие в разработке легкого танка МС-1 (Т-18), среднего танка Т-24 и танкетки Т-17. Был автором первого учебного пособия по конструкции и расчету танков.
Был арестован 19 ноября 1936 года по обвинению в участии в антисоветской вредительской организации и осужден Военной коллегией Верховного суда СССР.
Приговорен к расстрелу 20 июня 1937 года, приговор был приведен в исполнение 21 июня 1937 года. Место захоронения — Бутово-Коммунарка. По другим данным прах был захоронен на территории Донского монастыря города Москвы.
Был реабилитирован 5 ноября 1955 года определением Военной коллегии Верховного суда СССР.
В ГА РФ имеются материалы, относящиеся к В. И. Заславскому.